# Очакване
„Очакване“ е български игрален филм (драма) от 1973 година на режисьора Борислав Шаралиев, по сценарий на Атанас Ценев. Оператор е Венец Димитров. Музиката във филма е композирана от Георги Генков.

## Сюжет
Телевизионен екип пътува за Бургас. Цел на командировката е посрещането на презокеански траулер, който се завръща след шестмесечно отсъствие. Редакторът Емил, който е нов в тв журналистиката, тръгва със своя предварителна представа. Но сблъсъкът с разни човешки съдби го кара бързо да отхвърли удобните щампи. Срещите с капитана на кораба, с моряк, който не иска да слезе на брега, с млад инженер и комсомолски секретар, смъртта на един моряк, за когото никой не иска да говори – всичко това допринася журналистът да си даде сметка за сложността на живота, помага му да намери най-верния тон и да защити своята гражданска позиция.

## Актьорски състав
- Георги Черкелов – Режисьорът
- Иван Андонов – Редакторът
- Георги Джубрилов – Операторът бате Ицо
- Албена Казакова – Янка
- Иван Джамбазов – Шофьорът Пешо
- Лъчезар Стоянов – Звукооператорът
- Марин Янев – Младен
- Стойчо Попов
- Динко Динев - директорът на обединението
- Пенка Божкова
- Дончо Пашов
- Стефка Кацарска
- Иван Янчев
- Антон Радичев
- Георги Новаков - млад специалист
- Любчо Кирилов
- Искра Радева
- Христо Сутров
- Николай Андонов
- Люба Петрова
- Никола Дадов
- Любомир Киселички
- Радко Дишлиев
- Мария Статулова